# Accordi di Achnacarry

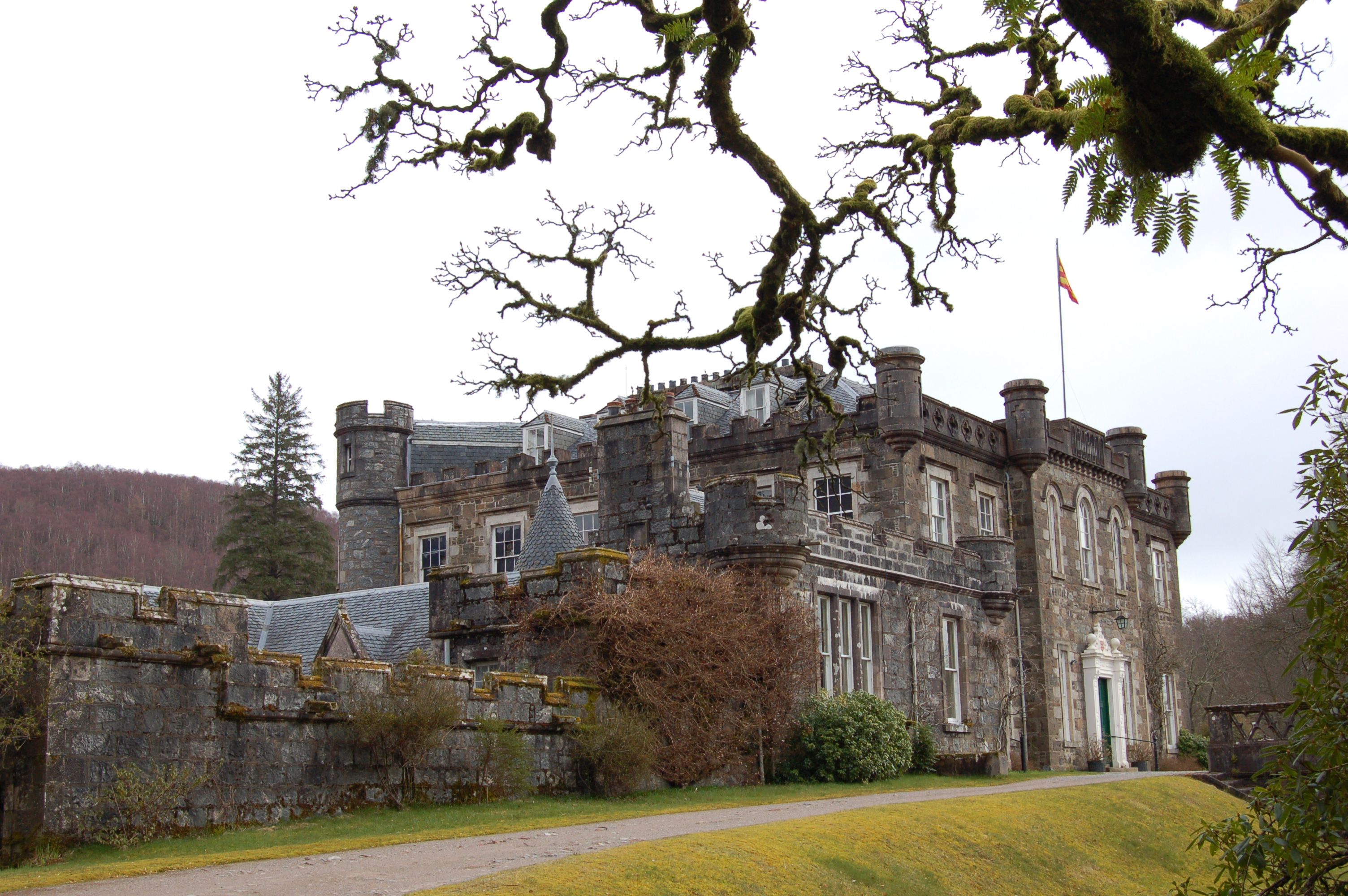
Castello di Achnacarry dove venne firmato l'accordo

Gli accordi di Achnacarry sono stata un'intesa stipulata il 17 settembre 1928 presso il Castello di Achnacarry, in Scozia, tra Henry Deterding, direttore generale della Royal Dutch Shell, Walter C. Teagle, rappresentante della Standard Oil of New Jersey (ora Exxon), e Sir John Cadman, dirigente della Anglo-Persian Oil Company (successivamente British Petroleum).

## Finalità dell'accordo
Questo accordo fu il primo tentativo di creazione di un cartello petrolifero fra tutti i maggiori produttori mondiali di petrolio. Tale accordo era finalizzato a stabilire zone di estrazione e prezzi di vendita del greggio affinché non ci fosse concorrenza, bensì cooperazione tra le compagnie. Successivamente alle prime tre compagnie petrolifere si aggiunsero Mobil, Chevron, Gulf e Texaco. Le compagnie petrolifere aderenti all'accordo in seguito furono conosciute anche come le sette sorelle.
Questi accordi rimasero a lungo segreti e furono portati alla luce nel 1952 a seguito della indagine dalla sottocommisione sulle corporation multinazionali della Federal Trade Commission del Senato degli Stati Uniti, tramite un rapporto intitolato Petroleum swapping between the oil giants.